# Archives d'État de Bade-Wurtemberg
Les Archives d'État de Bade-Wurtemberg (LABW) sont les archives de l'État de Bade-Wurtemberg. Il préserve la tradition historique du Bade-Wurtemberg actuel et la tradition de ses prédécesseurs depuis le Moyen Âge .
Les archives d'État se composent de 8 départements différents répartis dans tout l'État

## Mission
Les archives de l'État conservent les archives du Bade-Wurtemberg. Il stocke les documents du pays ayant une valeur particulière et durable et les met à disposition pour inspection. La tâche principale est de conserver les archives historiques de l'État de Bade-Wurtemberg et les archives de ses prédécesseurs depuis le Moyen Âge. Certains d'entre eux s'étendent au-delà de la zone actuelle du Bade-Wurtemberg. Par exemple, puisque le duc de Wurtemberg possédait depuis le Moyen Âge le comté de Montbéliard en Bourgogne, les archives administratives de ce comté se trouvent désormais dans le Bade-Wurtemberg. Il en va de même pour les anciennes possessions des margraves de Bade dans l'actuelle Rhénanie-Palatinat et en Alsace

## Histoire
Le 1er janvier 2005, la fusion de la Direction des archives de l'État du Bade-Wurtemberg et des six archives de l'État qui lui étaient auparavant subordonnées, conformément à la loi sur la réforme de la structure administrative est entrée en vigueur. Les différents bureaux sont situés à Stuttgart, Louisbourg, Karlsruhe, Fribourg, Sigmaringen, Wertheim, Neuenstein et Kornwestheim.
Les six services d'archives sont responsables de la réception, du traitement et de la mise à disposition du matériel d'archives. Les deux autres départements sont des départements de service chargés de divers services interétatiques dans le domaine des archives de l'État. En 2012, le système d'information régional du Bade-Wurtemberg (LEO-BW (de)) est mis à disposition.

## Départements
| N. | Nom | Siège                             |
| -- | --- | --------------------------------- |
| 1  | Services centraux avec une succursale de l'Institut pour la préservation des archives et des bibliothèques de Louisbourg | Stuttgart, Louisbourg (antenne)   |
| 2  | Principe archivistique avec une succursale des Archives centrales du cadastre de Kornwestheim (de)                       | Stuttgart, Kornwestheim (antenne) |
| 3  | Archives d'État de Fribourg-en-Brisgau (de)                                                                              | Fribourg-en-Brisgau               |
| 4  | Archives générales d'État de Karlsruhe (de) et centre de documentation sur l'extrémisme de droite                        | Karlsruhe                         |
| 5  | Archives d'État de Louisbourg (de) avec les Archives centrales de Hohenlohe, antenne de Neuenstein (de)                  | Louisbourg, Neuenstein (antenne)  |
| 6  | Archives d'État de Sigmaringen (de)                                                                                      | Sigmaringen                       |
| 7  | Archives principales d'État de Stuttgart (de)                                                                            | Stuttgart                         |
| 8  | Archives d'État de Wertheim (de)                                                                                         | Wertheim                          |

## Présidents
Les Archives de l'État de Bade-Wurtemberg sont dirigées par le président. Il est basé au siège de Stuttgart
| N. | nom                           | Début du mandat    | Fin du mandat   |
| -- | ----------------------------- | ------------------ | --------------- |
| 1  | Wilfried Schöntag (de)        | 1er janvier 2005   | 31 août 2005    |
| 2  | Nicole Bickhoff (par intérim) | 1er septembre 2005 | 31 janvier 2006 |
| 3  | Robert Kretzschmar (de)       | 1er février 2006   | 31 janvier 2018 |
| 4  | Gerald Maier                  | 1er février 2018   | en poste        |